# BE TAKUTO!!〜野蛮なれ〜
『BE TAKUTO!!〜野蛮なれ〜』（ビー・タクト!!やばんなれ）は、野口賢による日本の漫画作品。
『週刊少年ジャンプ』（集英社）において、1996年50号から1997年18号まで掲載された。全20話。

## 登場キャラクター
八千代拓斗（やちよ たくと）
本作の主人公。ドラゴンボール好き。並外れた行動力と度胸を持ち、スリルを愛する型破りな少年。不良扱いされていたが、一話で電車に轢かれかけた幼女を助けた事でクラスの女子生徒達の間で人気者となる。実家は有名な空手道場で、自身も小学生まで空手をしていた。握力が100kgある。
美里陽子（みさと ようこ）
女教師。空手三段。25歳。
田中ケージ（たなか ケージ）
拓斗の幼馴染で悪友。中学時代まで空手をやっていた。美里の脅しに屈して拓斗の情報を彼女に告げる為、クラスの女子生徒達に白眼視されている。
水原はすみ（みずはら はすみ）
拓斗の幼馴染み。
大城麻紀（おおしろ まき）
拓斗に想いを寄せる。後に美里と渡り合える程の空手選手に成長する予定。
うめ
バイク技師。美里に好意を寄せる。
雨宮（あめみや）
レポーター。
藤林（ふじばやし）
シュマリーズのOB。
キリコ・ザウアー
ドイツから来た空手王者。前作の主人公に容姿が酷似している。家族を事故で失くした過去から“大切な人間”を失う事を恐れ、「仲良くなりたい」と感じた相手を痛め付ける事で遠ざける様になったという悲しい人物。どんなに殴っても倒れない拓斗の姿に心の傷を払拭する。
ミハエル

矢作（やはぎ）
記者。美里の学生時代の先輩。
藪野（やぶの）
矢作の後輩。最初は矢作に不満を抱いていたが、矢作が仕事にやる気を出すに連れて矢作を慕うようになる。
比田島ヒロシ（ひたじま ヒロシ）

ユリ
保健体育教師。田中が憧れている。
ヘルボルト

辰五郎（たつごろう）

坂本球（さかもと きゅう）
空手部の副部長。足技が得意。
八千代五六八（やちよ いろは）
拓斗の兄。

## 単行本
- 野口賢 『BE TAKUTO!!〜野蛮なれ〜』 集英社〈ジャンプコミックス〉、全2巻
  1. 1997年5月6日発行、ISBN 4-08-872366-X
  2. 1997年7月9日発行、ISBN 4-08-872367-8